# Robert Bouchet
Robert Bouchet (* 10. April 1898 in Paris; † 15. August 1986 in Crouttes-sur-Marne) war ein französischer Maler und Gitarrenbauer.

## Leben
Bouchet begann seine Karriere zunächst als Maler und stellte im Salon des Tuileries, im Salon des Indépendants (1922) und im Salon d’Automne, dessen Mitglied er war, aus. Dort präsentierte er Bilder, die vor allem das Leben in Paris schilderten.
Im Jahr 1946, als die Entbehrungen des Zweiten Weltkrieges noch immer spürbar waren, beschloss Robert Bouchet, der bereits in der Vorkriegszeit die Werkstätten mehrerer französischer Gitarrenbauer (u. a. Julian Gómez-Ramirez und Davis Enesa) besucht hatte, eine Gitarre für sich selbst zu bauen. Diese erste Gitarre beeindruckte seine Zuhörer, und es dauerte nicht lange, bis er einige erste Aufträge erhielt.
Er wurde gegen Ende der 1950er Jahre schlagartig sehr bekannt, als Ida Presti und Alexandre Lagoya (die sich zum ersten Mal in seiner Werkstatt trafen) und wenig später Julian Bream begannen, mit seinen Instrumenten aufzutreten. Zu Besitzern seiner Instrumente zählten später auch Emilio Pujol, Oscar Ghiglia, Turibio Santos und Manuel López Ramos. Robert Bouchet baute im Laufe seines Lebens nur 154 Instrumente. Er gilt aber trotzdem als einer der bekanntesten und gefragtesten Gitarrenbauer in der Geschichte der klassischen Gitarre. Eine Gitarre aus dem Jahr 1964 erzielte auf einer Auktion im Jahr 2009 einen Preis von 122.500 US-Dollar.
Bouchet beschrieb auf 100 Seiten die einzelnen Schritte des Gitarrenbaus in der Tradition der spanischen Handwerkskunst nach Antonio de Torres mit zahlreichen Zeichnungen und Diagrammen. 1988 gab einer seiner Freunde und Schüler, der Gitarrenbauer Dominique Field, die Originalausgabe an seine Witwe Andrée Bouchet zurück, die sie dem Willen ihres Mannes entsprechend dem Instrumentenmuseum des Conservatoire national supérieur de musique et de danse de Paris überließ.